# Епархия Бондо
Епархия Бондо (лат. Dioecesis Bondoensis) — епархия Римско-Католической Церкви с центром в городе Бондо, Демократическая Республика Конго. Епархия Бондо входит в митрополию Кисангани. Кафедральным собором епархии Бондо является церковь Святого Креста в городе Бондо.

## История
10 марта 1926 года Римский папа Пий XI издал бреве Admonet supremi, которой учредил апостольскую префектуру Бондо, выделив её из апостольского викариата Буты (ныне — епархия Буты).
2 декабря 1937 года Римский папа Пий XI издал буллу Sicubi per apostolicam, которой преобразовал апостольскую префектуру Бондо была преобразована в апостольский викариат.
10 ноября 1959 года апостольский викариат Бондо был преобразован в епархию буллой Cum parvulum Римского Папы Иоанн XXIII.

## Ординарии епархии
- епископ Frédéric Marie Blessing (1930 — 1954);
- епископ André Creemers (1955 — 1970);
- епископ Emmanuel Marcel Mbikanye (1970 — 1978);
- епископ Marcel Bam’ba Gongoa (1980 — 1992);
- епископ Philippe Nkiere Keana (1992 — 2005);
- епископ Etienne Ung’eyowun Bediwegi (2008 — по настоящее время).

## Источник
- Annuario Pontificio, Libreria Editrice Vaticana, Città del Vaticano, 2003, ISBN 88-209-7422-3
- Булла Cum parvulum, AAS 52 (1960), стр. 372  (лат.)
- Булла Sicubi per apostolicam, AAS 30 (1938), стр. 248  (лат.)
- Бреве Admonet supremi, AAS 18 (1926), стр. 371  (лат.)